# Trochilochaeta transcendens
Trochilochaeta transcendens là một loài ruồi trong họ Tachinidae.